# 14111 Kimamos
14111 Kimamos eller 1998 QA24 är en asteroid i huvudbältet som upptäcktes den 17 augusti 1998 av LINEAR i Socorro County, New Mexico. Den är uppkallad efter Kim Amos.
Asteroiden har en diameter på ungefär 2 kilometer.